# 35233 Крчін
35233 Крчін (35233 Krcin) — астероїд головного поясу, відкритий 26 травня 1995 року.
Тіссеранів параметр щодо Юпітера — 3,428.